# Casa de locuit de pe str. Vasile Lupu, 51 și 53 (Orhei)
Casa de locuit de pe str. Vasile Lupu, 51 și 53 este o clădire amplasată pe str. Vasile Lupu, 51 și 53 în Orhei, Republica Moldova. Este un monument arhitectural de importanță națională inclus în Registrul monumentelor Republicii Moldova ocrotite de stat cu nr. 955 (raionul Orhei). Datează de la sf. sec. XIX.